# 자주성 (주체사상)
자주성(自主性)은 창조성, 의식성과 함께 조선민주주의인민공화국의 지배 이데올로기인 주체사상에서 제시하는 사회적 인간의 세 가지 기본속성 중 하나이다.
"자주성은 세계와 자기 운명의 주인으로서 자주적으로 살며 발전하려는 사회적 인간의 속성입니다."(《주체사상에 대하여》, 10쪽)
주체사상에서 설명하는 자주성은 예속에서 벗어나고자 하는 인간의 자유의지로 설명될 수 있다. 동물을 비롯한 다른 생명물질은 자연에 전적으로 예속되어 있으며 자연을 자신을 위하여 복무하도록 만들어 나가지 못하는데, 사람만은 자연을 정복하여 파괴적으로 작용하는 자연의 맹목적인 힘의 작용을 조절통제하며 사회관계도 자신에게 유리한 생활조건을 보장하는 사회관계로 만들어 나간다는 것이다. 이러한 사회적 존재로서의 사람의 특성은 또한 모든 착취계급에 반대하는 민중들의 투쟁의 동력원이 된다.
다른 두 가지 개념인 창조성과 의식성이 철학적인 개념으로 그치는데 비해 자주성은 보다 정치적인 개념으로 등장한다.
"자주성은 나라와 민족의 생명입니다."(《저작집》 30권, 557쪽)
자주성을 위한 사람들의 투쟁은 민족국가단위로 진행되며 사람의 운명도 민족적 또는 국가적 범위에서 개척되어 나간다. 나라와 민족이 예속되면 사람들은 노예의 처지를 면할 수 없으며, 나라와 민족의 자주성이 없으면 사람들의 자주성도 실현될 수 없으며, 나라와 민족의 자주성은 민족적 독립을 이룩하고 자주적인 정권을 세우며 국가활동에서 자주적 입장을 지킴으로써 보장된다는 이론적 기초는 조선민주주의인민공화국의 대외정책의 근간이 된다.
 본 문서에는 조선민주주의인민공화국에서 카피레프트로 공개한 백과사전인 철학사전의 내용을 기초로 작성된 내용이 포함되어 있습니다.